# Philoliche comata
Philoliche comata är en tvåvingeart som först beskrevs av Austen 1912.  Philoliche comata ingår i släktet Philoliche och familjen bromsar.
Artens utbredningsområde är Kenya. Inga underarter finns listade i Catalogue of Life.